# Двадцять дев'ята династія єгипетських фараонів
Неферіт I заснував двадцять дев'яту династію Єгипту (відповідно до папіруса з Бруклінського музею), він переміг Аміртея II в битві. Неферіт I зробив своєю столицею місто Мендес. Після смерті Неферіта I, два конкуруючі угрупування боролися за трон: перше — очолюване його сином Мутісом, а друге мало підтримку узурпатора Псаммута. Псаммут царював лише рік.
| Ім'я       | Дата               |
| ---------- | ------------------ |
| Неферіт I  | 398 — 393 до н. е. |
| Псаммут    | 393 до н. е.       |
| Ахоріс     | 393 — 380 до н. е. |
| Неферіт II | 380 до н. е.       |

Псаммут був повалений Ахорісом, який стверджував, що він онук Неферіта I. Він чинив спротив завоюванню Єгипту персами. Після його смерті, фараоном став його син — Неферіт II, проте він не зміг утримати його спадщину.